# Microcebus marohita
Microcebus marohita är en art i släktet musmakier som förekommer på östra Madagaskar. Den skiljer sig i sina genetiska egenskaper från andra släktmedlemmar. Artepitetet marohita i det vetenskapliga namnet är skogens namn där de första exemplar upptäcktes.
Individerna är 132 till 140 mm långa (huvud och bål), har en 133 till 145 mm lång svans och väger 64 till 89 g. Pälsen på ovansidan är rödaktig och på ryggens topp finns en otydlig mörkare och längsgående strimma. Kännetecknande är små öron och långa bakfötter. Undersidan är täckt av ljusgrå till beige päls. Näsryggen är mellan ögonen rosa och vit.
Utbredningsområdet är en liten regnskog nära orten Marolambo. Skogen är endast 40 km² stor.
Microcebus marohita är aktiv på natten och den klättrar i träd. Allmänt antas levnadssättet vara lika som hos andra släktmedlemmar.
Beståndet hotas av skogsröjningar i samband med skogsbruk eller etablering av jordbruksmark. IUCN listar arten som akut hotad (CR).